# Station Przewóz
Station Przewóz is een spoorwegstation in de Poolse plaats Przewóz.